# 天主教瓦努科教區
天主教瓦努科教區（拉丁語：Dioecesis Huanucensis）是秘魯一個羅馬天主教教區，屬萬卡約總教區。
教區成立於1865年3月7日，包括瓦努科大區八省和聖馬丁大區一省。2006年有教友761,000人（佔轄區總人口85.2%）、卅四個堂區、五十五名司鐸。現任教區主教為海梅·羅德里格斯·薩拉查。